# Les Fleurs sauvages
Pour plus de détails, voir Fiche technique et Distribution.
Les Fleurs sauvages est un film dramatique québécois réalisé par Jean Pierre Lefebvre, sorti en 1982.

## Synopsis
Chronique familiale fictionnelle exposant la vie de cinq personnes, de différentes générations, pendant une semaine de vacances en été.

## Fiche technique
- Réalisation : Jean Pierre Lefebvre
- Production : Marguerite Duparc
- Scénario : Jean Pierre Lefebvre
- Cinématographie : Guy Dufaux
- Prise de son : Claude Hazanavicius
- Montage : Marguerite Duparc
- Musique : Raôul Duguay, Jean Corriveau et Claude Fonfrède

## Distribution
- Michèle Magny : Michelle Levasseur Dubuc
- Marthe Nadeau : Simone Levasseur, la mère de Michelle
- Pierre Curzi : Pierre Dubuc, le mari de Michelle
- Éric Beauséjour : Éric, le fils de Michelle
- Claudia Aubin : Claudia, la fille de Michelle et de Pierre
- Raôul Duguay
- Vincent Graton

## Distinctions
- Présenté à la Quinzaine des réalisateurs, le film reçoit le Prix FIPRESCI au Festival de Cannes 1983.